# Zypressenschlafmoos
Das Zypressenschlafmoos (Hypnum cupressiforme) ist ein häufiges, oft sogar am Habitus leicht zu erkennendes pleurokarpes (seitenfrüchtiges) Moos. Getrocknet wurde das Schlafmoos im Mittelalter für Kissen- und Matratzenfüllungen verwendet. In einigen Regionen Deutschlands wurden die Moose auch direkt als Schlaflager benutzt. An diese ehemaligen Verwendung ist der deutsche Name angelehnt. Hypnum entstammt dem griechischen hypnos, was übersetzt „Schlaf“ bedeutet.

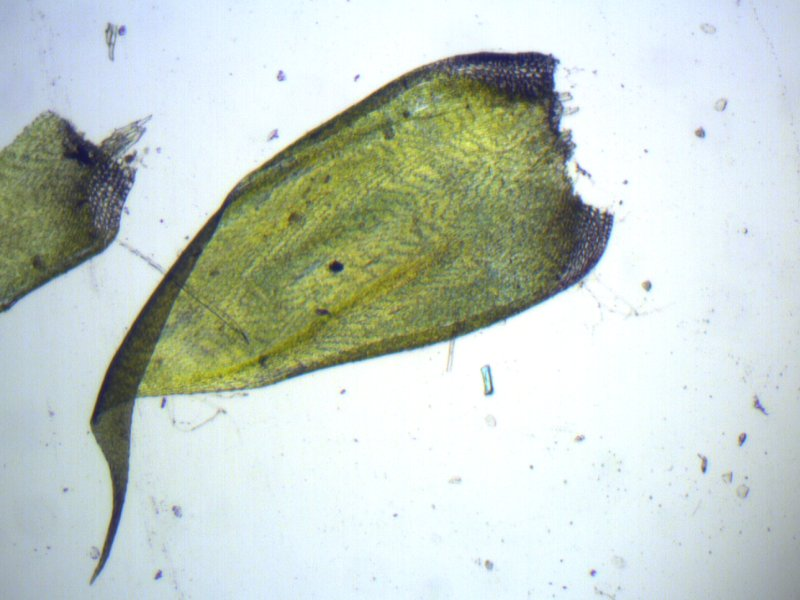
Ein Blatt des Zypressenschlafmooses unter dem Mikroskop (etwa 40-fache Vergrößerung)

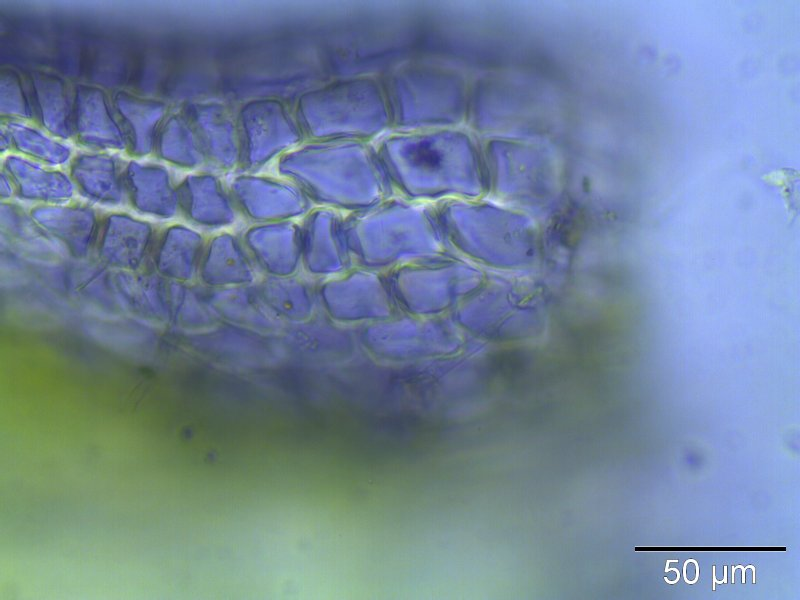
Ausdifferenzierte Blattflügelzellen (etwa 400× Vergrößerung)

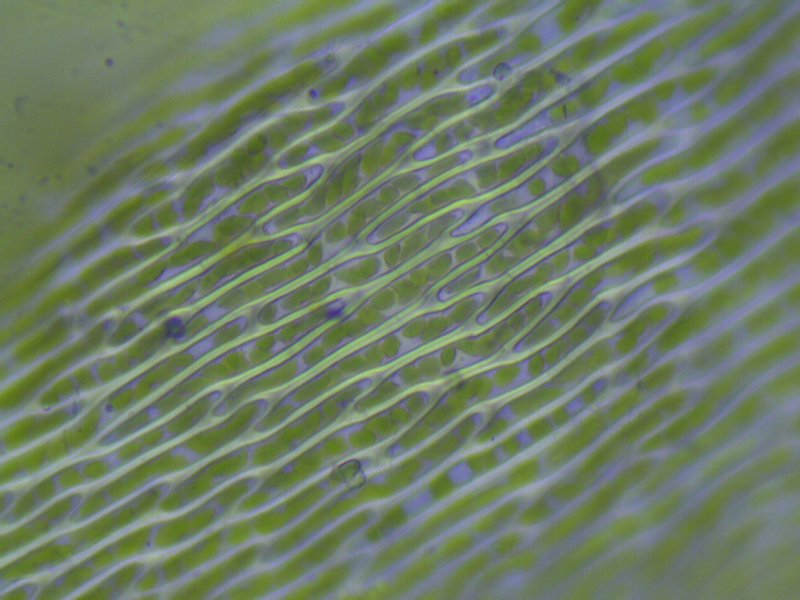
Typische prosenchymatische Laminazellen (etwa 400× Vergrößerung)

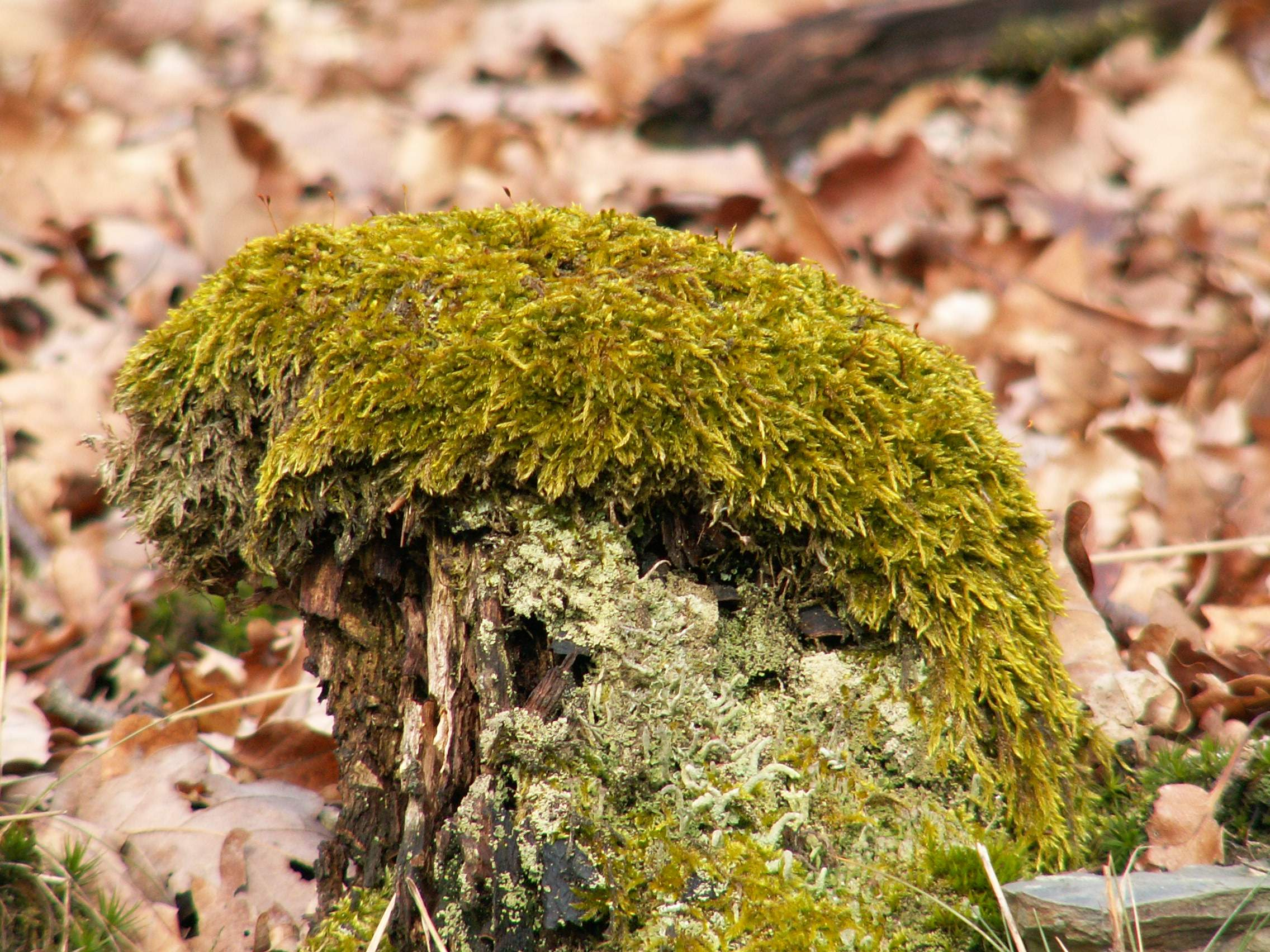
Zypressenschlafmoos

## Merkmale
Es handelt sich um eine äußerst formenreiche und variable Art, die oft ausgedehnte Rasen bildet. Die Pflanzen können stark verzweigt (wie auf dem Bild) sein oder aus dünnen, parallel hängenden Stängeln bestehen. Normalerweise haben sie 3–10 cm lange, gelblich, olivgrün bis sattgrün glänzende Stängel, die aus etwas Abstand zöpfchenartig aussehen, da die Blätter alle nach unten gekrümmt sind.
Die Blätter sind ganzrandig oder höchstens an der Spitze etwas gezähnt. Sie haben nur eine kurze Doppelrippe, die zuweilen sogar fehlt. In den Blattflügeln befindet sich eine Gruppe von deutlich differenzierten Zellen.
Der Kapselstiel (Seta) ist 1–3 cm lang und entspringt seitlichen Kurztrieben. Die rotbraune, zylindrisch-walzenartig aussehende Kapsel ist oft waagerecht geneigt und hat einen kurzkegeligen Deckel. Die Sporenreife erfolgt von Winter bis Frühling.

## Verbreitung
Das Moos bildet ausgedehnte Rasen auf sehr unterschiedlichen Substraten wie z. B. Erde, Baumstümpfen, Gestein und Holz. Insbesondere in Wäldern bildet es oft Massenbestände. Es wächst bis in eine Höhe von 3500 m.
Das Zypressenschlafmoos ist kosmopolitisch verbreitet.

## Systematik
Aufgrund des Formenreichtums der Art sind eine große Zahl von Unterarten, Varietäten oder Formen beschrieben worden. Wichtige Beispiele sind
- var. cupressiforme (=var. uncinatum)

robuste, gelb- oder goldgrüne, stark verzweigte Moose mit stark eingebogenen Blättern. Diese Form bildet oft große Bestände an Baumbasen oder auf Gestein.
- var. uncinatulum (=var. brevisetum)

habituell der vorigen ähnlich, aber kleiner, eher bleich grün, und mit weniger stark sicheligen Blättern.
- fo. filiforme

wächst hängend an senkrechten Baumstämmen. Die Stängel sind schmal, kaum verzweigt und hängen parallel herunter.
Der taxonomische Wert dieser Untereinheiten ist allerdings umstritten.